# Adenozil-hlorid sintaza
Adenozil-hlorid sintaza (EC 2.5.1.94, hlorinaza, 5'-hloro-5'-dezoksiadenozin sintaza) je enzim sa sistematskim imenom S-adenozil--metionin:hlorid adenoziltransferaza. Ovaj enzim katalizuje sledeću hemijsku reakciju
-adenozil--metionin + hlorid {\displaystyle \rightleftharpoons } 5-dezoksi-5-hloroadenozin + L-metionin
Ovaj enzim, izolovan iz morske bakterije Salinispora tropica, katalizuje jeda od ranih koraka u biosintezi proteozomnog inhibitora salinosporamida A.

## Literatura
- Nicholas C. Price; Lewis Stevens (1999). Fundamentals of Enzymology: The Cell and Molecular Biology of Catalytic Proteins (Third изд.). USA: Oxford University Press. ISBN 019850229X.
- Eric J. Toone (2006). Advances in Enzymology and Related Areas of Molecular Biology, Protein Evolution (Volume 75 изд.). Wiley-Interscience. ISBN 0471205036.
- Branden C; Tooze J. Introduction to Protein Structure. New York, NY: Garland Publishing. ISBN 0-8153-2305-0.
- Irwin H. Segel. Enzyme Kinetics: Behavior and Analysis of Rapid Equilibrium and Steady-State Enzyme Systems (Book 44 изд.). Wiley Classics Library. ISBN 0471303097.
- William P. Jencks (1987). Catalysis in Chemistry and Enzymology. Dover Publications. ISBN 0486654605.

## Spoljašnje veze
- Adenosyl-chloride+synthase на 